# Баумгартль, Тимо
Тимо Баумгартль (нем. Timo Baumgartl; 4 марта 1996 года, Бёблинген, Баден-Вюртемберг) — немецкий футболист, защитник американского клуба «Сент-Луис Сити».

## Клубная карьера
С 15 лет находится в системе «Штутгарт». 18 декабря 2013 года дебютировал в Третьей немецкой лиге за вторую команду «Штутгарта» в поединке против второй команды «дортмундской Боруссии».
8 ноября 2014 года дебютировал в Бундеслиге, в поединке «Штутгарта» против «Вердера», выйдя на замену на 65-й минуте вместо Даниэля Шваба. Хорошо зарекомендовал себя, став футболистом основного состава. 26 января 2015 года продлил свой контракт до 2018 года. 11 августа того же года активизировал опцию расширения до 2020 года.
25 июля 2019 года ПСВ объявил о подписании пятилетнего соглашения с футболистом.
1 июля 2021 года перешёл на правах аренды в берлинский «Унион». 14 июня 2022 года было объявлено о продлении аренды ещё на один сезон.
26 июля 2023 года подписал двухлетний контракт с «Шальке 04». 29 августа 2024 года его контракт с «Шальке 04» был досрочно расторгнут по обоюдному согласию сторон.

## Международная карьера
С 2011 года привлекался в молодежные и юношеские сборные Германии.